# Adolf Laudon
Adolf Laudon   (13 de desembre de 1912 - 22 de novembre de 1984) fou un futbolista austríac que va competir durant la dècada de 1930. Jugava de davanter.
El 1936 va prendre part en els Jocs Olímpics d'Estiu de Berlín, on guanyà la medalla de plata en la competició de futbol. A nivell de clubs s'inicià al SK Admira Wien, on va jugar fins al 1932. Posteriorment fitxà pel Salzburger AK 1914, de la lliga regional de Salzburg, on va jugar fins al 1936. Aquell any es traslladà a Viena per jugar al First Vienna FC, amb qui guanyà la Copa d'Àustria de 1937 i el campionat d'Àustria de 1944. Va jugar sis partits internacionals.